# Mesochorus dolorosus
Mesochorus dolorosus là một loài tò vò trong họ Ichneumonidae.